# Maurice Vallas
Pour les articles homonymes, voir Vallas.
Maurice Vallas, né à Lyon le 14 décembre 1860 et mort le 4 novembre 1931, né Louis Maurice Valla, est un chirurgien français. Il a notamment mis au point l'opération du genou qui porte son nom.

## Biographie
Il est le fils d'un négociant lyonnais. Il soutient en 1887 une thèse de médecine Sur les ulcérations tuberculeuses de la peau.
Il est chirurgien-major à l'Hôtel-Dieu de Lyon de 1891 à 1931, et devient professeur de pathologie externe à la faculté de Lyon en 1930. Durant la Première Guerre mondiale, il est inspecteur général de la santé au front.
Il est l'oncle du poète Jean-Louis Vallas, dont le père, Louis Vallas, est professeur de droit à Lille.

## Hommage

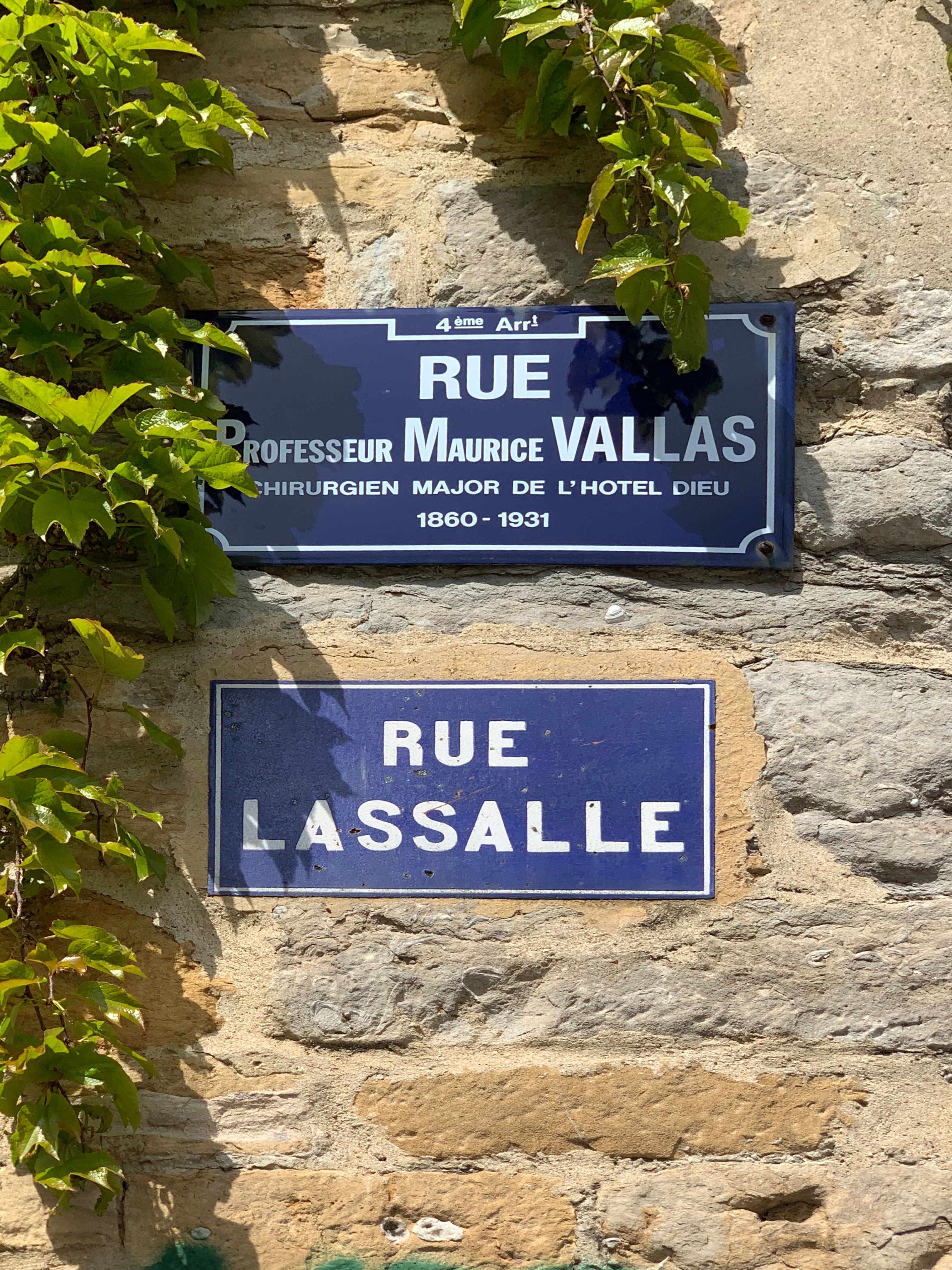
Plaque de la rue du Professeur-Maurice-Vallas.

Une rue du 4e arrondissement de Lyon porte le nom de « Professeur Maurice Vallas », auparavant rue Lassalle.